# Kathedraal van Pietermaai
Kathedraal van Pietermaai, ook bekend als Heilige Rozenkranskathedraal (Papiaments: Katedral Reina di Santisimo Rosario), is een rooms-katholieke kerk in Willemstad, Curaçao, die dient als de kathedraal van het Bisdom Willemstad. Het ligt aan het Julianaplein 5 in Pietermaai en is de eerste door de Orde van Dominicanen gebouwde rooms-katholieke kerk op Curaçao.
Na de eerstesteenlegging in 1876 liep de bouw veel vertraging op, onder meer door de grote orkaan van 23 september 1877 en het afwisselend gebrek aan fondsen, vaklui of materialen. Op 20 april 1882 werd de parochiekerk van de Heilige Rozenkrans plechtig ingewijd door mgr. Henricus van Ewijk. De pastorie is een zeer ruime vrijstaande gebouw, dat loodrecht op de kathedraal is opgetrokken. De tussen 1870 en 1882 gebruikte noodkerk naast de nieuwe kerk werd een bijeenkomstcentrum voor de Sint Jozef-gezellenvereniging. In 1958 werd de kerk verheven tot kathedraal nadat deze aangewezen was als zetel van de bisschop van Willemstad.
De kathedraal is ontworpen door architect Tollenaar, vermoedelijk Anthonius Tollenaar. Het gebouw kenmerkt zich door het basiliekontwerp en de gotiserende elementen. Het middenschip heeft een zadeldak en de zijbeuken zijn voorzien van een lessenaarsdak, gedekt met rode oudhollandse pannen. De voorgevel is in drieën gedeeld met aan weerszijden van het middendeel een zware, gelijkuitgevoerde hoektoren met een piramidevormig dak. Het portaal bestaat uit twee spitsboogtoegangen met houten deuren en bovenlicht met houten traceringen. De buitenkant heeft een gouden oker kleur met de geprofileerde delen in wit. Het interieur is mooi vormgegeven en helder wit geschilderd. De kathedraal heeft een bronzen hoogaltaar en is ook versierd met vele beelden zoals die gewijd zijn aan de eerbiedwaardige Dr. José Gregorio Hernández (die enkele trouwe wonderen toeschrijven in Venezuela en Curaçao) en gewijd aan de Maagd Maria, de Pieta vergelijkbaar met die in Italië. 
De kathedraal volgt de Romeinse of Latijnse ritus en is sinds 1997 werelderfgoed van UNESCO als onderdeel van het historische gebied van de stad en de haven van Willemstad.

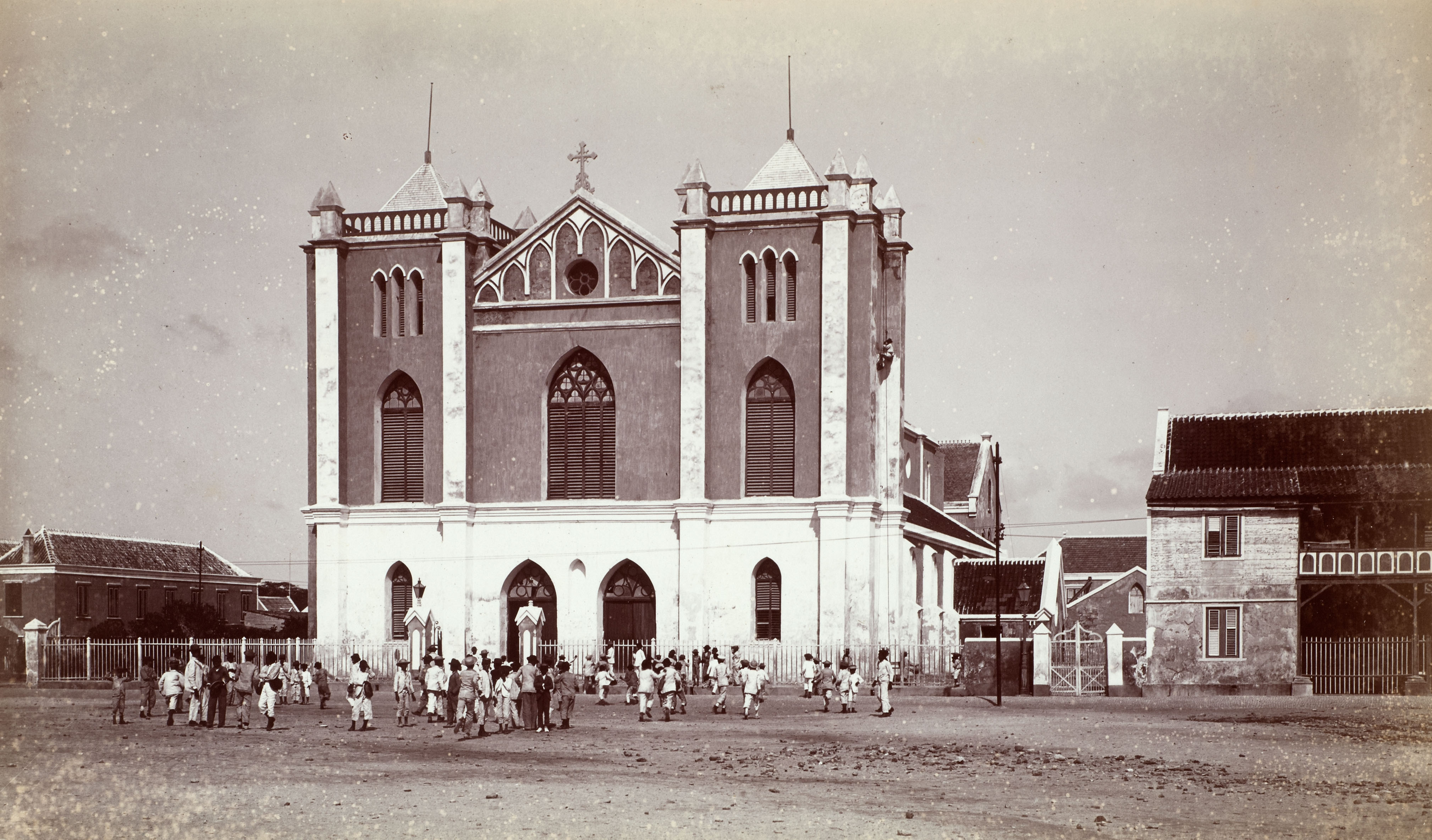
Kathedraal van Pietermaai (tussen 1890 en 1895)
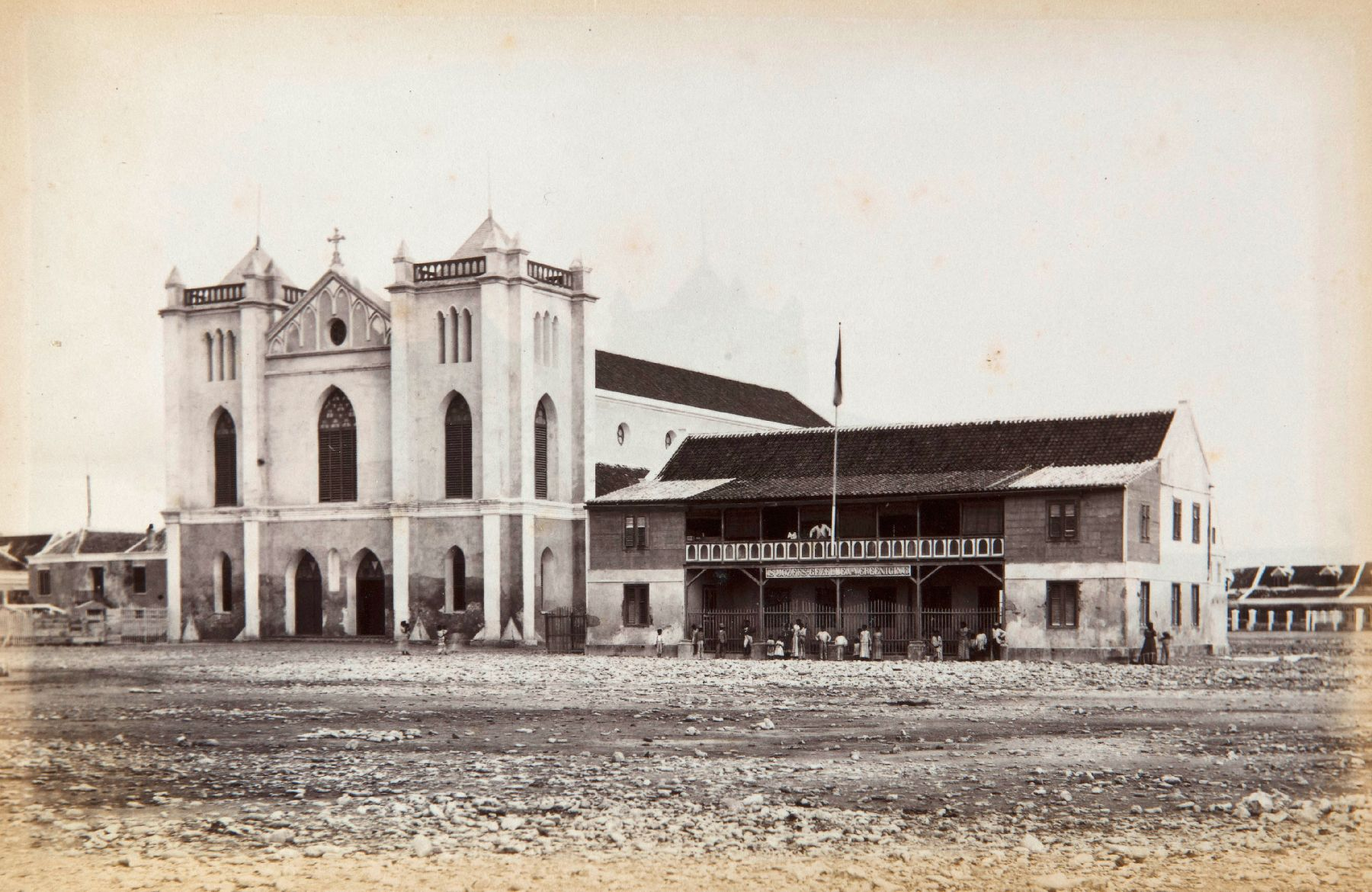
Voormalige noodkerk rechts van de kathedraal (tussen 1890 en 1895)